# Guillaume Laurant
Pour les articles homonymes, voir Laurant.
Guillaume Laurant est un scénariste et écrivain français autodidacte né le 22 novembre 1961 à Saint Quentin. Membre de la WGA et de l'Académie des Oscars, il est par ailleurs juré permanent du prix littéraire Claude Chabrol (roman noir adaptable au cinéma) et président du festival de Cabourg. Il est diplômé du monitorat de boxe française et disciplines associées en 1986

## Biographie
Guillaume Laurant commence par écrire pour le théâtre avant d’envoyer un scénario de court métrage par la poste à Jean-Pierre Jeunet. Ce qui lui vaut de collaborer aux dialogues de La Cité Des Enfants Perdus. Par la suite, il dialogue et co-signe avec Jean-Pierre jeunet le scénario de la plupart des films du réalisateur, dont Le Fabuleux Destin d’Amélie Poulain (élu parmi les 100 meilleurs scénarios du siècle par la WGA), Un Long Dimanche de Fiançailles etc. À partir de là, Guillaume ne cesse plus d’écrire, alternant œuvres romanesques et cinéma, récoltant au passage de nombreux prix dédiés au scénario : British Award, Prix Lumière, Prix Asa (American Scriptwriters Association), Annie’s Award, nomination aux Oscars, etc. Il adapte son second roman publié au Seuil en 2007 pour un film d’animation de Jeremy Clapin : J’Ai Perdu Mon Corps (Prix de la semaine de la critique à Cannes, Cristal Jury et Public à Annecy, 3 Annie’s Award, 2 Césars, nomination aux Oscars).
En 2003, il publie son premier roman aux éditions du Seuil, Les Années porte-fenêtre. Le 9 mars 2006, il publie un deuxième roman intitulé Happy Hand aux éditions du Seuil.

### Vie privée
Il épouse Sandrine Bonnaire en 2003, avec qui il a une fille prénommée Adèle, née en 2004. Le couple divorce en 2015.

## Filmographie
- 1995 : La Cité des enfants perdus de Marc Caro et Jean-Pierre Jeunet  (dialogues additionnels)
- 1996 : Un samedi sur la terre de Diane Bertrand
- 2001 : Le Fabuleux Destin d'Amélie Poulain de Jean-Pierre Jeunet
- 2003 : Effroyables Jardins de Jean Becker
- 2004 : À ton image d'Aruna Villiers
- 2004 : Un long dimanche de fiançailles de Jean-Pierre Jeunet
- 2006 : Enfermés dehors d'Albert Dupontel (collaborateur)
- 2006 : Je m'appelle Élisabeth de Jean-Pierre Améris
- 2009 : Micmacs à tire-larigot de Jean-Pierre Jeunet
- 2012 : L'Homme qui rit de Jean-Pierre Améris
- 2013 : L'Extravagant voyage du jeune et prodigieux T. S. Spivet de Jean-Pierre Jeunet
- 2015 : L'Odeur de la mandarine de Gilles Legrand
- 2018 : Raoul Taburin de Pierre Godeau
- 2019 : J'ai perdu mon corps de Jérémy Clapin (d'après son propre roman Happy Hand)
- 2021 : Big Bug de Jean-Pierre Jeunet
- 2026 : Changer l'eau des fleurs de Jean-Pierre Jeunet

## Publications
- Les Années porte-fenêtre (roman), éditions du Seuil, 2002
- Happy Hand (roman), éditions du Seuil, 2006

## Distinctions

### Récompenses
- BAFTA Awards 2002 : meilleur scénario original pour Le Fabuleux Destin d'Amélie Poulain
- Prix Lumières 2002 : meilleur scénario pour Le Fabuleux Destin d'Amélie Poulain
- Prix de l'American Screenwriters Association 2002 : Discover Screenwriting Award pour Le Fabuleux Destin d'Amélie Poulain
- Prix du meilleur scénariste : Littérature & Cinéma Monaco 2007
- Prix Chabrol de la meilleure adaptation : Le Croisic 2012 pour L'Homme qui Rit
- Annies Award : meilleur scénario 2019 pour J'ai perdu mon Corps
- Prix Chabrol du jury : Le Croisic 2019 pour J'ai perdu mon Corps

### Nominations
- Césars 2002 : meilleur scénario pour Le Fabuleux Destin d'Amélie Poulain
- Oscars 2002 : meilleur scénario original pour Le Fabuleux Destin d'Amélie Poulain
- Césars 2005 : meilleur scénario pour Un long dimanche de fiançailles
- Césars 2020 : César de la meilleure adaptation pour J'ai perdu mon corps